# Bartiboagou
Bartiboagou est une localité située dans le département de Bilanga de la province de la Gnagna dans la région Est au Burkina Faso.

## Santé et éducation
Le centre de soins le plus proche de Bartiboagou est le centre de santé et de promotion sociale (CSPS) de Bilanga.